# Campiña de Baena
Die Comarca Campiña de Baena ist eine der 8 Comarcas in der Provinz Córdoba. Sie wurde, wie alle Comarcas in der Autonomen Gemeinschaft Andalusien, mit Wirkung zum 28. März 2003 eingerichtet.
Die Comarca umfasst 5 Gemeinden mit 727,55 km².

## Lage
| Córdoba     | Alto Guadalquivir                           |              |
| Campiña Sur | Kompassrose, die auf Nachbargemeinden zeigt | Provinz Jaén |
|             | Subbética                                   |              |

## Gemeinden
| Gemeinde                 | Einwohner (2024) | Fläche km² | Dichte Einw./km² | Cod INE | Postleitzahl |
| ------------------------ | ---------------- | ---------- | ---------------- | ------- | ------------ |
| Baena                    | 18.436           | 362,51     | 51               | 14007   | 14850        |
| Castro del Río           | 7.612            | 219,92     | 35               | 14019   | 14840        |
| Espejo                   | 3.177            | 56,64      | 56               | 14025   | 14830        |
| Nueva Carteya            | 5.307            | 69,18      | 77               | 14046   | 14857        |
| Valenzuela               | 1.041            | 19,30      | 54               | 14063   | 14670        |
| Comarca Campiña de Baena | 35.573           | 727,55     | 49               | –       | –            |

## Nachweise
1. ↑  Instituto Nacional de Estadística Municipal Register of Spain
2. ↑  Orden de 14 de marzo de 2003, por la que se aprueba el mapa de comarcas de Andalucía a efectos de la planificación de la oferta turística y deportiva, Boletín Oficial de la Junta de Andalucía (Amtsblatt der Regierung von Andalusien), Nr. 59 vom 27. März 2003, S. 6248